# 正辛基膦
正辛基膦是一种有机化合物，化学式为C8H19P。它可由P-辛基膦酸二乙酯在三氯化铝存在下被四氢铝锂还原制得。它和磺酰氯反应，可以得到P-辛基膦酰二氯。它和二甲氨基三甲基锡反应，可以得到二(三甲基锡基)辛基膦。